# 諏訪雷電神社
諏訪雷電神社（すわらいでんじんじゃ）は、埼玉県桶川市の神社。なお、宗教法人を所轄する埼玉県における宗教法人名は「宗教法人 雷電社」であるが、社号標や扁額は「諏訪雷電神社」となっていることから、本項では「諏訪雷電神社」を用いることとする。

## 歴史
創建年代は不明である。ただ江戸時代後期の地誌『新編武蔵風土記稿』に記載されていることから、その頃には既に存在していたものと推測される。
明治初期、近代社格制度に基づく「村社」に列せられ、1907年（明治40年）の神社合祀により、「諏訪社」が合祀された。そして旧諏訪社の境内に移転した。ただ旧諏訪社は祠レベルの規模だったため、村社としてふさわしい社殿を新築した。これらの経緯により、一部の住民は当社を「お諏訪様」と呼んでいる。そして正式名称は「雷電社」であるが、通常は「諏訪雷電神社」と呼ばれている。この明治末期の合祀により、古文書は散逸してしまい、旧雷電社と旧諏訪社の詳細な記録を失っている。

## 交通アクセス
- 北上尾駅より徒歩14分。